# Іовлєв Анатолій Михайлович
Анато́лій Миха́йлович Іо́влєв (12 квітня 1917 , Твер, Тверська губернія, Російська імперія  — 2000 ) — український графік, заслужений художник УРСР, заслужений діяч Польщі, член Союзу художників СРСР.

## Життєпис
Навчався в художників П. І. Румянцева та С. П. Спаського. Працював в літографічній майстерні — освоював техніку роботи з літографічним каменем та офортною дошкою. Працював художником в газеті «Пролетарська правда». В 1937—1938 роках навчався у Московському поліграфічному інституті.
1938 року призваний до лав радянської армії, служив на кордоні, де й зустрів нацистсько-радянську війну. Воював на Кавказі, в Криму, Україні, Польщі, Чехословаччині. Останнього року війни був переведений до редакції газети «Сталинское Знамя» Четвертого Українського фронту, брав участь у звільненні Мукачева. Закінчив війну в Празі; нагороджений орденом Червоної Зірки та медалями.
З 1959 року брав участь в республіканських виставках, починаючи 1963-м — всесоюзних, його роботи неодноразово експонувалися за кордоном.
Його праці у галузі станкової та книжкової графіки. В 1950-1970-х роках ілюстрував та оформлював книги для видавництв «Дніпро», «Молодь», «Радянський письменник», зокрема, оформив книгу «Зуби дракона» Миколи Дашкієва, оформлення Лазаря Склютовського.
1983 року в Києві відбулася персональна виставка «А. М. Іовлєв. 4-ий Український фронт. Зима-весна 1945 року».
Серед творів:
- серії «Від Галича до Праги»,
- «Через Карпати»,
- «Зима й весна 1945 року»;
- ілюстрації та оформлення книжок українських письменників.

Твори, серед інших, зберігаються в Національному художньому музеї України, Луганському обласному художньому музеї.